# Nomad (bande dessinée)
Pour les articles homonymes, voir Nomad.
Nomad est une série de bandes dessinées cyberpunk française en cinq tomes publiée par Glénat entre 1994 et 2000. Écrite par Jean-David Morvan, elle est dessinée par Philippe Buchet et Sylvain Savoia
En 2013, Glénat entame la publication d'un second cycle, Nomad 2.0, écrit par Morvan et dessiné par Julien Carette (avec Savoia sur le premier volume).

## Albums
- Nomad, Glénat, coll. « Akira » :

1. Mémoire vive, 1994.
2. Gaï Jin, 1995.
3. Mémoires mortes, 1996.
4. Tiourma, 1998[1].
5. Mémoire cache, 2000.

- Nomad 2.0, Glénat :

1. Mémoire flash, 2013.
2. Songbun, 2016.